# Macrolabis mali
Macrolabis mali är en tvåvingeart som beskrevs av Anfora, Isidoro, Cristofaro och Ioriatti 2005. Macrolabis mali ingår i släktet Macrolabis och familjen gallmyggor.
Artens utbredningsområde är Italien. Inga underarter finns listade i Catalogue of Life.